# Giovanni Battista Lampi (starszy)
Giovanni Battista Lampi, spolszczenie: Jan Chrzciciel Lampi, wł. (ur. 31 grudnia 1751 w Romeno, zm. 11 lutego 1830 w Wiedniu) – włoski malarz pracujący w Austrii, portrecista.

## Życiorys
Artysta był synem Mathiasa Lampiego, malarza tyrolskiego (1697–1780), który dekorował kościoły freskami, malował obrazy religijne, portrety oraz był restauratorem obrazów. Studia odbył w Salzburgu, Weronie i Trydencie, po czym w roku 1783 udał się do Wiednia, gdzie został pomocnikiem Hauzingera, a 1786 jego następcą. W latach 1786–1822 był (z przerwami) profesorem Akademii wiedeńskiej. W latach 1788–1791 przebywał w Warszawie na dworze Stanisława Augusta Poniatowskiego. W latach 1792–1797 był nadwornym malarzem Katarzyny II. W roku 1797 powrócił do Wiednia. Był członkiem Akademii Sztuk Pięknych w Weronie, Wiedniu i Sankt Petersburgu. W 1798 został nobilitowany przez cesarza Franciszka II.
Artysta swoje prace wykonywał głównie dla europejskich rodzin arystokratycznych oraz dworów w Trydencie i Weronie (1771–1779), Wiedniu (od 1783).
Początkowo tworzył pod wpływem włoskiego baroku, później Jacques’a Louisa Dawida i Angeliki Kauffmannowej. Jego twórczość znana jest głównie z obrazów portretowych (portret Józefy Potockiej) oraz z obrazów o treściach religijnych. Na jego twórczość w późniejszej fazie jego malarstwa miała wpływ sztuka angielska i francuska.

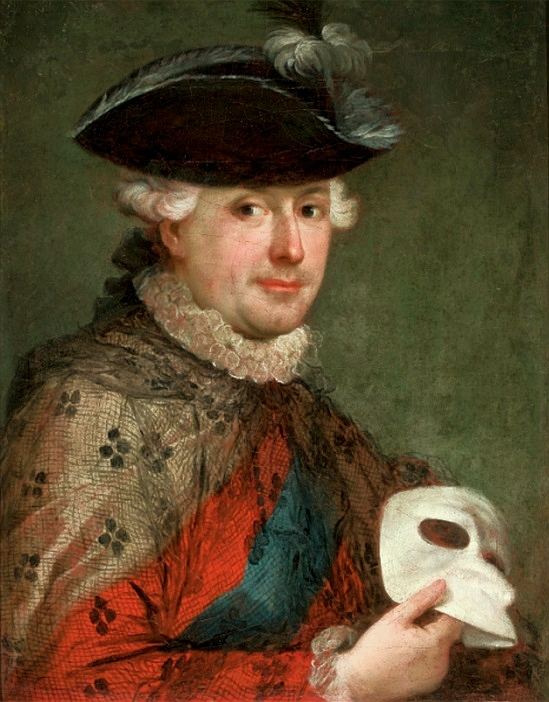
Portret Stanisława Augusta z maską, po 1788

Spuścizna artystyczna Lampiego, o nierównej zresztą wartości, jest bardzo wielka. Dzieła jego, prócz zbiorów publicznych, znajdują się w bardzo wielu galeriach prywatnych. Z polskich wymienić należy: w Krakowie portrety J. Dzierzbickiego i jego żony z domu Siekierzyńskiej w Muzeum Narodowym, biskupa Sołtyka w klasztorze kapucynów, Stanisława Augusta Poniatowskiego w Muzeum Czartoryskich, portret cesarza Józefa II w Uniwersytecie we Lwowie; portrety Józefy Amelii Potockiej z domu Mniszchówny w Muzeum Zamku w Łańcucie, Ogińskiej z Lasockich, generała Jakuba Jasińskiego w Galerii Mielżyńskich w Poznaniu: kanonika Kajetana Sołtyka, Szczęsnego Potockiego, generałów Grabowskiego i Morawskiego w Muzeum Narodowym w Warszawie, Stanisława Małachowskiego w Muzeum – Zamku Tarnowskich w Dzikowie-Tarnobrzegu  i wielu innych. W Petersburgu i Wiedniu znajdują się portrety panujących (Józef II, August II, Katarzyna II, Maria Fiodorowna i in.).
Jego dwaj synowie: Franciszek Ksawery i Giovanni Battista także byli malarzami. Uczniem Lampiego był Józef Edward Gillern.